# Unicodeblock Äthiopisch, erweitert-B
Der Unicodeblock Äthiopisch, erweitert-B (engl.: Ethiopic Extended-B, U+1E7E0 bis U+1E7FF) enthält zusätzliche Zeichen der äthiopischem Schrift für die Gurage-Sprachen Äthiopiens.

## Tabelle
| Unicodenummer    | Zeichen (400 %) | Kategorie                               | Offizielle Bezeichnung        | Beschreibung                  |
| ---------------- | --------------- | --------------------------------------- | ----------------------------- | ----------------------------- |
| U+1E7E0 (124896) | 𞟠               | anderer Buchstabe, Silbe oder Ideogramm | ETHIOPIC SYLLABLE HHYA        | Äthiopische Silbe Hhya        |
| U+1E7E1 (124897) | 𞟡               | anderer Buchstabe, Silbe oder Ideogramm | ETHIOPIC SYLLABLE HHYU        | Äthiopische Silbe Hhyu        |
| U+1E7E2 (124898) | 𞟢               | anderer Buchstabe, Silbe oder Ideogramm | ETHIOPIC SYLLABLE HHYI        | Äthiopische Silbe Hhyi        |
| U+1E7E3 (124899) | 𞟣               | anderer Buchstabe, Silbe oder Ideogramm | ETHIOPIC SYLLABLE HHYAA       | Äthiopische Silbe Hhyaa       |
| U+1E7E4 (124900) | 𞟤               | anderer Buchstabe, Silbe oder Ideogramm | ETHIOPIC SYLLABLE HHYEE       | Äthiopische Silbe Hhyee       |
| U+1E7E5 (124901) | 𞟥               | anderer Buchstabe, Silbe oder Ideogramm | ETHIOPIC SYLLABLE HHYE        | Äthiopische Silbe Hhye        |
| U+1E7E6 (124902) | 𞟦               | anderer Buchstabe, Silbe oder Ideogramm | ETHIOPIC SYLLABLE HHYO        | Äthiopische Silbe Hhyo        |
| U+1E7E7 (124903) | 𞟧               | anderer Buchstabe, Silbe oder Ideogramm | <reserved>                    | reserviert                    |
| U+1E7E8 (124904) | 𞟨               | anderer Buchstabe, Silbe oder Ideogramm | ETHIOPIC SYLLABLE GURAGE HHWA | Äthiopische Silbe Guarge Hhwa |
| U+1E7E9 (124905) | 𞟩               | anderer Buchstabe, Silbe oder Ideogramm | ETHIOPIC SYLLABLE HHWI        | Äthiopische Silbe Hhwi        |
| U+1E7EA (124906) | 𞟪               | anderer Buchstabe, Silbe oder Ideogramm | ETHIOPIC SYLLABLE HHWEE       | Äthiopische Silbe Hhwee       |
| U+1E7EB (124907) | 𞟫               | anderer Buchstabe, Silbe oder Ideogramm | ETHIOPIC SYLLABLE HHWE        | Äthiopische Silbe Hhwe        |
| U+1E7EC (124908) | 𞟬               | anderer Buchstabe, Silbe oder Ideogramm | <reserved>                    | reserviert                    |
| U+1E7ED (124909) | 𞟭               | anderer Buchstabe, Silbe oder Ideogramm | ETHIOPIC SYLLABLE GURAGE MWI  | Äthiopische Silbe Guarge Mwi  |
| U+1E7EE (124910) | 𞟮               | anderer Buchstabe, Silbe oder Ideogramm | ETHIOPIC SYLLABLE GURAGE MWEE | Äthiopische Silbe Guarge Mwee |
| U+1E7EF (124911) | 𞟯               | anderer Buchstabe, Silbe oder Ideogramm | <reserved>                    | reserviert                    |
| U+1E7F0 (124912) | 𞟰               | anderer Buchstabe, Silbe oder Ideogramm | ETHIOPIC SYLLABLE GURAGE QWI  | Äthiopische Silbe Guarge Qwi  |
| U+1E7F1 (124913) | 𞟱               | anderer Buchstabe, Silbe oder Ideogramm | ETHIOPIC SYLLABLE GURAGE QWEE | Äthiopische Silbe Guarge Qwee |
| U+1E7F2 (124914) | 𞟲               | anderer Buchstabe, Silbe oder Ideogramm | ETHIOPIC SYLLABLE GURAGE QWE  | Äthiopische Silbe Guarge Qwe  |
| U+1E7F3 (124915) | 𞟳               | anderer Buchstabe, Silbe oder Ideogramm | ETHIOPIC SYLLABLE GURAGE BWI  | Äthiopische Silbe Guarge Bwi  |
| U+1E7F4 (124916) | 𞟴               | anderer Buchstabe, Silbe oder Ideogramm | ETHIOPIC SYLLABLE GURAGE BWEE | Äthiopische Silbe Guarge Bwee |
| U+1E7F5 (124917) | 𞟵               | anderer Buchstabe, Silbe oder Ideogramm | ETHIOPIC SYLLABLE GURAGE KWI  | Äthiopische Silbe Guarge Kwi  |
| U+1E7F6 (124918) | 𞟶               | anderer Buchstabe, Silbe oder Ideogramm | ETHIOPIC SYLLABLE GURAGE KWEE | Äthiopische Silbe Guarge Kwee |
| U+1E7F7 (124919) | 𞟷               | anderer Buchstabe, Silbe oder Ideogramm | ETHIOPIC SYLLABLE GURAGE KWE  | Äthiopische Silbe Guarge Kwe  |
| U+1E7F8 (124920) | 𞟸               | anderer Buchstabe, Silbe oder Ideogramm | ETHIOPIC SYLLABLE GURAGE GWI  | Äthiopische Silbe Guarge Gwi  |
| U+1E7F9 (124921) | 𞟹               | anderer Buchstabe, Silbe oder Ideogramm | ETHIOPIC SYLLABLE GURAGE GWEE | Äthiopische Silbe Guarge Gwee |
| U+1E7FA (124922) | 𞟺               | anderer Buchstabe, Silbe oder Ideogramm | ETHIOPIC SYLLABLE GURAGE GWE  | Äthiopische Silbe Guarge Gwe  |
| U+1E7FB (124923) | 𞟻               | anderer Buchstabe, Silbe oder Ideogramm | ETHIOPIC SYLLABLE GURAGE FWI  | Äthiopische Silbe Guarge Fwi  |
| U+1E7FC (124924) | 𞟼               | anderer Buchstabe, Silbe oder Ideogramm | ETHIOPIC SYLLABLE GURAGE FWEE | Äthiopische Silbe Guarge Fwee |
| U+1E7FD (124925) | 𞟽               | anderer Buchstabe, Silbe oder Ideogramm | ETHIOPIC SYLLABLE GURAGE PWI  | Äthiopische Silbe Guarge Fwe  |
| U+1E7FE (124926) | 𞟾               | anderer Buchstabe, Silbe oder Ideogramm | ETHIOPIC SYLLABLE GURAGE PWEE | Äthiopische Silbe Guarge Pwee |